# Bandaklumpen
Der Bandaklumpen ist ein 1553 moh. hoher norwegischer Berg in den Sylan an der norwegisch-schwedischen Grenze. Der Berg besitzt im Südwesten einen ausgeprägten Nebengipfel mit einer Höhe von 1427 m (Schartenhöhe 50 m).
Der Normalweg führt von der Nedalshytta aus auf den Bandaklumpen und von dort aus weiter zu den anderen Gipfeln des Sylan.